# 岐阜市立長良小学校
岐阜市立長良小学校（ぎふしりつ ながらしょうがっこう）は、岐阜県岐阜市にある公立小学校。
旧・稲葉郡長良村の小学校である。

## 沿革
- 1873年（明治6年）3月 - 真福寺村[注釈 1]に精勤義校が開校。古津村は岩田村の小心学校に通学。
- 1876年（明治9年） - 長良学校[注釈 2]、山先学校[注釈 3]、梅子学校[注釈 4]に分立する。
- 1886年（明治19年） - 長良学校が長良簡易科小学校、山先学校が山先簡易科小学校、梅子学校が梅子簡易科小学校に、それぞれ改称する。
- 1894年（明治27年） - 長良簡易科小学校が長良尋常小学校、山先簡易科小学校が山先尋常小学校、梅子簡易科小学校が梅子尋常小学校に、それぞれ改称する。
- 1897年（明治30年）4月1日 - 長良村、雄総村、福光村、志段見村、古津村が合併し、長良村が発足。
- 1898年（明治31年） - 長良尋常小学校、山先尋常小学校、梅子尋常小学校を統合し、長良尋常小学校となる。山先分教場、梅子分教場を設置。古津地区の岩村の岩田尋常小学校への児童委託が解消される。古津地区の児童を日野村の日野尋常小学校へ委託。
- 1899年（明治32年） - 現在地に新築移転。
- 1900年（明治33年） - 校舎を増築。山先分教場、梅子分教場を廃止。
- 1917年（大正6年） - 校舎（木造2階建）を新築。
- 1925年（大正14年） - 校舎（木造2階建）を増築。
- 1932年（昭和7年）7月1日 - 長良村が岐阜市に編入される。
- 1934年（昭和9年）
  - 4月 - 長良尋常高等小学校に改称する。講堂が完成（1962年解体）。
  - 5月 - 岐阜県師範学校が岐阜市長良に移転。移転のさい師範学校附属小学校が廃止されたため、長良尋常小学校が岐阜県師範学校代用附属小学校に充てられる。
- 1941年（昭和16年）4月1日 - 長良尋常高等小学校が長良国民学校に改称する。
- 1943年（昭和18年） - 岐阜県師範学校代用附属小学校が岐阜師範学校代用附属小学校に改称する。
- 1945年（昭和20年） - 古津地区の日野国民学校への委託を解消。古津分教場、真福寺分教場、中川原分教場を設置[注釈 5]。
- 1947年（昭和22年）4月1日 - 長良国民学校は岐阜市立長良小学校に改称する。
- 1949年（昭和24年） - 新制岐阜大学が発足。岐阜師範学校代用附属小学校は岐阜大学師範学校代用附属小学校に改称する。
- 1952年（昭和27年）4月 - 校舎を増築する。岐阜大学学芸学部附属小学校が開校・併設。長良小学校は代用附属小学校の任を解かれる。
- 1954年（昭和29年）4月 - 岐阜大学学芸学部附属小学校が岐阜市加納大手町に移転。長良小学校との併設を解除。
- 1955年（昭和30年）4月1日 - 岐阜市立長良西小学校を分離する[1]。長良西小学校校舎が一部のみの完成のため、4～6年生は、引き続き長良小学校に通学する。
- 1958年（昭和33年）
  - 不明 - 長良西小学校の校舎が完成し、長良西小校区の児童は新校舎に移る。
  - 不明 - 新校舎（鉄筋コンクリート造）が完成。以降、1959年、1961年、1962年、1964年、1965年、1966年、1968年、1970年に校舎を増築する。
- 1970年（昭和45年）
  - 不明 - 国立長良病院内に長良小学校特殊学級を設置。
  - 不明 - 鵜飼の絵（http://ageru.and-n.info/）を完成させる
- 1974年（昭和49年）
  - 4月1日 - 岐阜市立長良東小学校を分離する。長良東小学校の校舎が未完成のため、長良小学校内に設置。
  - 9月1日 - 長良東小学校の校舎が完成。長良東小学校の児童は新校舎に移る。
- 1978年（昭和53年） - 国立長良病院内特殊学級を岐阜県に移管し、岐阜県立長良養護学校として分離する。
- 1979年（昭和54年） - 体育館が完成。

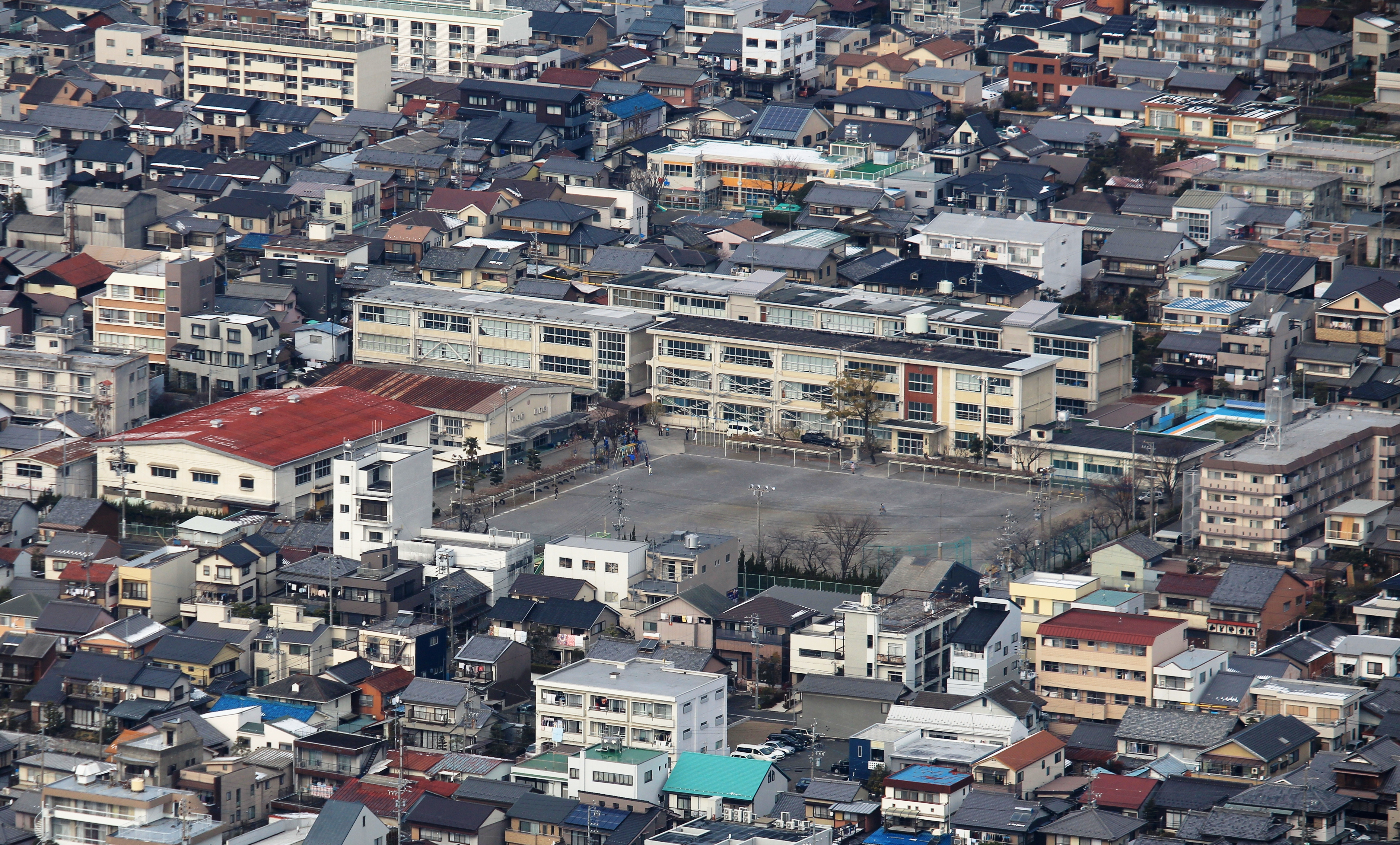
旧校舎（2015年1月）

- 2016年（平成28年） - 校舎、体育館の全面新築工事のため、従来の校舎・体育館の取り壊しを開始。グラウンドに仮校舎を設置する。
- 2020年（令和2年）3月 - 新校舎、新体育館が完成。
- 2021年（令和3年） - プール設置決定

## 校区
西後町1丁目、城前町1丁目、長良葵町1・2丁目、長良高嶺町、長良有明町1～3丁目、長良大路1・2丁目、長良大前町1・2丁目、長良海用町1・2丁目、長良金碧町、長良校文町、長良校前町1～4丁目、長良幸和町1・2丁目、長良小松町1・2丁目、長良桜井町1～3丁目、長良白妙町1・2丁目、長良城西町1・2丁目、長良真生町1・2丁目、長良杉乃町1～4丁目、長良仙田町1・2丁目、長良東郷町1～3丁目、長良南陽町1～3丁目、長良東町1・2丁目、長良福江町1・2丁目、長良法久寺町、長良宮口町1～3丁目、長良宮路町1・2丁目、長良森町1・2丁目、長良有楽町、長良若葉町1・2丁目、長良5丁目（一部）、長良（一部）、長良友瀬（一部）、長良奥郷（一部）、長良西野前（一部）、長良子正賀（一部）、長良福光字南町、長良福光（一部）

## 進学先中学校
- 岐阜市立東長良中学校

## 交通アクセス
- 岐阜バス

長良橋方面（岐阜高富線、高美線、岐阜板取線、岐北線、岐阜女子大線、松籟加納線、茜部三田洞線、岐南町線、おぶさ墨俣線などで、行先表示の番号がN40以上の数字の便）「長良北町」バス停より徒歩5分

## その他の情報
全校生徒
330人　2021年6月現在
使ってる教科書
光村図書　2021年6月現在
教員数
25人　2021年6月現在